# Dichotomius acuticornis
Dichotomius acuticornis är en skalbaggsart som beskrevs av Luederwaldt 1930. Dichotomius acuticornis ingår i släktet Dichotomius och familjen bladhorningar. Inga underarter finns listade i Catalogue of Life.